# دراغون كويست
مسعى التنين (باليابانية:ドラゴンクエスト، بالإنجليزية: Dragon Quest)، وتعرف في أمريكا الشمالية باسم محارب التنين (بالإنجليزية: Dragon Warrior)‏ هي سلسلة ألعاب فيديو خيالية، وهي واحدة من أكثر سلسلات ألعاب الفيديو مبيعاً، وهي من تأليف يوجي هوري وتنشر من قبل شركة سكوير إنكس.

## وصلات خارجية
- الموقع الرسمي
- الموقع الرسمي
- سلسلة مسعى التنين على موبي غيمز (بالإنجليزية)
- سلسلة مسعى التنين على مشروع الدليل المفتوح (بالإنجليزية)